# Taça CERS de 1985–86
A Taça CERS de 1985-86 foi a 6.ª edição desta competição.
Os espanhóis do CP Tordera venceram o troféu pela 1.ª vez, derrotando os italianos do Hockey Bassano na final.

## Equipas participantes
| Equipas            | Equipas        | Equipas           | Equipas        |
| ------------------ | -------------- | ----------------- | -------------- |
| CP Cibeles         | CP Tordera     | SL Benfica        | GD Sesimbra    |
| HC Forte dei Marmi | Hockey Bassano | Sporting Fontenay | HCF Tourcoing  |
| RSC Cronenberg     | RSC Darmstadt  | AGOR Dordrecht    | RSV Dennenberg |
| Villeneuve HC      |                |                   |                |

## Jogos

### 1.ª Eliminatória
| Equipa 1          | Total | Equipa 2           | 1.ª Mão | 2.ª Mão |
| ----------------- | ----- | ------------------ | ------- | ------- |
| Hockey Bassano    | 21-5  | RSC Cronenberg     | 16-3    | 5-2     |
| CP Cibeles        | 8-13  | HC Forte dei Marmi | 5-3     | 3-10    |
| Sporting Fontenay | 2-17  | CP Tordera         | 2-3     | 0-14    |
| HCF Tourcoing     | 9-11  | AGOR Dordrecht     | 5-4     | 4-7     |
| Villeneuve HC     | 6-10  | RSV Dennenberg     | 3-2     | 3-8     |

#### Esquema final
|  | Quartos-de-final | Quartos-de-final   | Quartos-de-final | Quartos-de-final |                |                    | Meias-finais | Meias-finais | Meias-finais |  |                | Final | Final | Final |
|  |                  |                    |                  |                  |                |                    |              |              |              |  |                |       |       |       |
|  | 1                | HC Forte dei Marmi | 10               | 3                |                |                    |              |              |              |  |                |       |       |       |
|  | 8                | RSV Dennenberg     | 2                | 5                |                |                    |              |              |              |  |                |       |       |       |
|  | 8                | RSV Dennenberg     | 2                | 5                |                | HC Forte dei Marmi | 5            | 6            |              |  |                |       |       |       |
|  |                  |                    |                  |                  |                | HC Forte dei Marmi | 5            | 6            |              |  |                |       |       |       |
|  |                  | Hockey Bassano     | 8                | 8                |                |                    |              |              |              |  |                |       |       |       |
|  | 4                | Hockey Bassano     | 8                | 8                | Hockey Bassano | 8                  | 6            |              |              |  |                |       |       |       |
|  | 4                |                    |                  |                  | Hockey Bassano | 8                  | 6            |              |              |  |                |       |       |       |
|  | 5                | SL Benfica         | 6                | 4                |                |                    |              |              |              |  |                |       |       |       |
|  | 5                | SL Benfica         | 6                | 4                |                |                    |              |              |              |  | Hockey Bassano | 6     | 4     |       |
|  |                  |                    |                  |                  |                |                    |              |              |              |  | Hockey Bassano | 6     | 4     |       |
|  |                  | CP Tordera         | 6                | 11               |                |                    |              |              |              |  |                |       |       |       |
|  | 3                | CP Tordera         | 6                | 11               | GD Sesimbra    | 4                  | 6            |              |              |  |                |       |       |       |
|  | 3                |                    |                  |                  | GD Sesimbra    | 4                  | 6            |              |              |  |                |       |       |       |
|  | 6                | RSC Darmstadt      | 3                | 3                |                |                    |              |              |              |  |                |       |       |       |
|  | 6                | RSC Darmstadt      | 3                | 3                |                | GD Sesimbra        | 3            | 1            |              |  |                |       |       |       |
|  |                  |                    |                  |                  |                | GD Sesimbra        | 3            | 1            |              |  |                |       |       |       |
|  |                  | CP Tordera         | 6                | 10               |                |                    |              |              |              |  |                |       |       |       |
|  | 2                | CP Tordera         | 6                | 10               | CP Tordera     | 13                 | 6            |              |              |  |                |       |       |       |
|  | 2                |                    |                  |                  | CP Tordera     | 13                 | 6            |              |              |  |                |       |       |       |
|  | 7                | AGOR Dordrecht     | 2                | 6                |                |                    |              |              |              |  |                |       |       |       |
|  | 7                | AGOR Dordrecht     | 2                | 6                |                |                    |              |              |              |  |                |       |       |       |

### Quartos-de-final
| Equipa 1           | Total | Equipa 2       | 1.ª Mão | 2.ª Mão |
| ------------------ | ----- | -------------- | ------- | ------- |
| HC Forte dei Marmi | 13-7  | RSV Dennenberg | 10-2    | 3-5     |
| Hockey Bassano     | 14-10 | SL Benfica     | 8-6     | 6-4     |
| GD Sesimbra        | 10-6  | RSC Darmstadt  | 4-3     | 6-3     |
| CP Tordera         | 19-8  | AGOR Dordrecht | 13-2    | 6-6     |

### Meias-finais
| Equipa 1           | Total | Equipa 2       | 1.ª Mão | 2.ª Mão |
| ------------------ | ----- | -------------- | ------- | ------- |
| HC Forte dei Marmi | 11-16 | Hockey Bassano | 5-8     | 6-8     |
| GD Sesimbra        | 4-16  | CP Tordera     | 3-6     | 1-10    |

### Final
| Equipa 1       | Total | Equipa 2   | 1.ª Mão | 2.ª Mão |
| -------------- | ----- | ---------- | ------- | ------- |
| Hockey Bassano | 10-17 | CP Tordera | 6-6     | 4-11    |

| Vencedor da Taça CERS - 1985/86 |
| ------------------------------- |
|                                 |
| CP Tordera (1.º título)         |